# Guadalupe (Californie)
Guadalupe est une petite ville située dans le comté de Santa Barbara en Californie.

## Démographie
Le recensement des États-Unis de 2010 rapporte que Guadalupe possède 7 080 habitants.
| 1880 | 1950  | 1960  | 1970  | 1980  | 1990  |
| ---- | ----- | ----- | ----- | ----- | ----- |
| 174  | 2 429 | 2 614 | 3 145 | 3 629 | 5 479 |

| 2000  | 2010  | - | - | - | - |
| ----- | ----- | - | - | - | - |
| 5 659 | 7 080 | - | - | - | - |

## Transports
- Gare de Guadalupe

## Sources et bibliographie
- Alessandro Mercuri, HOLYHOOD vol. 1 — Guadalupe, California, éditions art&fiction, collection ShushLarry, 2019,  (ISBN 978-2-940570-55-3)